# سيتومبيكو موسوكوتوان
سيتومبيكو موسوكوتواني (من مواليد 25 مايو 1956) هو سياسي واقتصادي زامبي يشغل منصب وزير المالية في زامبيا منذ عام 2021، وهو أيضًا عضو برلماني عن مقاطعة ليوا. شغل منصب وزير المالية للمرة الأولى من 2008 إلى 2011 في عهد روبيا باندا.

## روابط خارجية
- الجمعية الوطنية لزامبيا الملف الشخصي